# Джерело струму

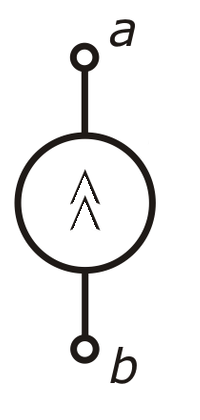
Схематичне позначення джерела струму

Джерело́ стру́му або генератор струму — елемент електричного кола, який забезпечує в ньому протікання певного електричного струму. Інший термін — джерело напруги використовується для позначення елементу, який задає певне значення напруги.
Якщо електричне коло не замкнене, то струм не буде проходити до електроспоживача.
Ідеальне джерело струму створює в електричному колі струм, який не залежить від навантаження і будь-яких зовнішніх умов. Такий елемент є абстракцією. Електрорушійна сила та внутрішній опір в такому ідеальному джерелі струму повинні бути нескінченними і пропорційними одне одному. Напруга на клемах ідеального джерела струму повністю визначається навантаженням:
{\displaystyle U=IR},
де U — напруга, I — сила струму, R — електричний опір навантаження.
Реальні джерела струму характеризуються скінченними значеннями електрорушійної сили і внутрішнього опору.
У побуті джерелами струму іноді називають різні джерела електричної енергії, хоча за своїми параметрами вони, як правило, ближчі до ідеального джерела напруги, наприклад, гальванічний елемент або електричний акумулятор.[⇨].
Поняття джерело струму широко використовують у напівпровідниковій схемотехніці для схемних вузлів, які забезпечують живлення навантаження незмінним струмом.[⇨] Поняття джерело струму (як і джерело напруги) застосовують також і до кіл змінного струму.

## Ідеальне джерело струму

ВАХ ідеального (червона) та двох реальних (бірюзові) джерел струму та сонячного елемента (зелені)

Сила струму, який проходить через ідеальне джерело струму, не залежить від опору навантаження ({\displaystyle R}):
{\displaystyle I={\text{const}}}
Потужність, яку джерел віддає в навантаження:
{\displaystyle P=I^{2}\cdot R}
Вольт-амперна характеристика (ВАХ) ідеального джерела струму є прямою, паралельною до осі напруги. За необмеженого збільшення опору навантаження потужність, яку розвиває ідеальне джерело струму, необмежено зростає, прямуючи до нескінченності. Реальне джерело струму скінченної потужності можна уявити у вигляді ідеального джерела струму з під'єднаним до його затискачів пасивним елементом, який характеризує внутрішні параметри реального джерела.
Дещо нагадує ідеальне джерело струму в обмеженому діапазоні розвиваної потужності стабілізатор струму.

## Позначення

Позначення джерела струму на схемах

Існують різні варіанти умовно-графічного позначення джерела струму на схемах. Найчастіше зустрічаються позначення (a) та (b). Варіант (c) встановлено IEC. Стрілка в колі вказує додатний напрямок струму в ланцюзі на виході джерела. Варіанти (d) та (e) зустрічаються в зарубіжній літературі.

## Застосування

Транзисторне джерело струму з негативним зворотним зв'язком

Концепція генератора струму використовується для реальних електронних компонентів у вигляді еквівалентних схем. Еквівалентні схеми вводяться для опису активних елементів, що включають керовані генератори струму:
- генератор струму, керований напругою (ГСКН)
- генератор струму, керований струмом (ГСКС)

Поширені джерела електричної енергії за своїми параметрами, як правило, ближчі до ідеального джерела напруги, наприклад, гальванічний елемент, електричний акумулятор або генератор постійного струму з незалежним збудженням. Так, внутрішній опір хімічних джерел електричної енергії зазвичай набагато менший за опір навантажень, для яких вони призначені.
Іноді джерело, залежно від навантаження, виявляє себе і як джерело напруги — за великого опору навантаження, і як джерело струму — за опору навантаження набагато меншого від внутрішнього опору джерела. Це може бути і гальванічний елемент, і, наприклад, сонячна батарея. Фотоелектричний елемент сонячної батареї протягом більшої частини своєї ВАХ діє як джерело постійного струму. Оскільки для сонячної батареї важливим параметром є коефіцієнт корисної дії, то опір навантаження для неї вибирають так, щоб значення вихідного струму та напруги перебували в перехідній зоні ВАХ між джерелом струму та джерелом напруги.
У низці застосувань потрібне са́ме джерело струму, наприклад, джерело для живлення світлодіода — навантаження з малим активним опором, суттєвою нелінійністю ВАХ та її залежністю від навколишньої температури. Постійний (стабільний) струм необхідний живлення соленоїда, якщо є високі вимоги до стабільності створюваного ним магнітного поля, живлення газорозрядних ламп, а також в електрохімії. Кероване джерело струму використовують у так званій «струмовій петлі» в системах передавання даних.

## Реалізація
Найпростішою практичною схемою реалізації джерела струму є пристрій, що складається з акумулятора (джерело живлення) і послідовно з'єднаного з ним резистора, опір якого набагато більший від опору навантаження. Для отримання великого внутрішнього опору за відносно малої напруги джерела живлення замість резистора застосовують елементи та прилади зі суттєвою нелінійністю ВАХ: баретер, пентод, біполярний транзистор, польовий транзистор.

Внутрішня схема струмообмежувального діода

Існують електронні компоненти — двополюсники з високим внутрішнім опором, так звані струмообмежувальні діоди або діодні стабілізатори струму. Струмообмежувальні діоди виготовляють для струмів приблизно від 0,05 до 22 мА (іноді до 100 мА) і максимальної робочої напруги до 100 В, мінімальна робоча напруга становить від одного до кількох вольт. Для збільшення струму в навантаженні кілька таких діодів можна увімкнути паралельно. Розкид струму між виробами одного типу досягає 10 %, температурний коефіцієнт приблизно 1 %/°C, тому для створення прецизійних та стабільних джерел струму вони не придатні.
Приклади обмежувачів струму в корпусі TO-220 із максимальною робочою напругою 60 В:
- CCSL-2 — 50 мА,
- CCSL-3 — 75 мА,
- CCSL-4 — 100 мА.

Якщо джерело живлення — мережа змінного струму, то для підвищення ККД замість описаних вище струмозадавальних елементів застосовують баласт із реактивним опором у вигляді котушки індуктивності (дроселя).

### Лінійний стабілізатор струму

Джерело постійного струму на мікросхемі LM317

Джерело стабільного струму можна побудувати на мікросхемі лінійного стабілізатора напруги (наприклад, LM317) з негативним зворотним зв'язком за вихідним струмом. Наведена схема підтримує стале падіння напруги 1,25 В на увімкненому послідовно з навантаженням резисторі 1,25 Ом, тому через резистор і навантаження протікає постійний струм 1 А. За вхідної напруги 5 В стабілізація струму зберігається в діапазоні вихідної напруги від нуля до 1,8 В. Недолік схеми — велика втрата потужності в регулювальному пристрої (мікросхемі).

### Імпульсний стабілізатор струму
Значного зменшення втрат потужності в регулювальному пристрої досягають застосуванням імпульсного стабілізатора струму, який в основному відрізняється від імпульсного стабілізатора напруги тільки побудовою ланцюга негативного зворотного зв'язку (за вихідним струмом, а не за напругою) і пристроєм захисту на виході стабілізатора.

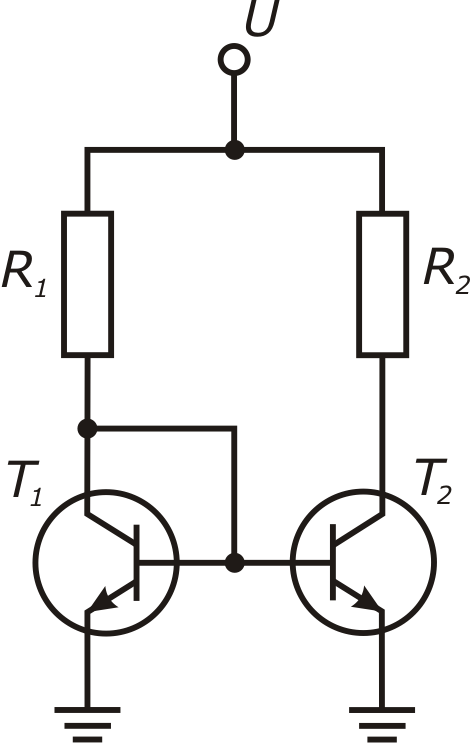
Транзисторне джерело струму типу «дзеркало струму»

## Напівпровідникова схемотехніка
Джерела струму широко використовують для живлення каскадів диференціальних підсилювачів та інших вузлів операційних підсилювачів.
Так, для забезпечення правильної роботи диференціального підсилювального каскаду необхідне джерело незмінного постійного струму. Складні схеми диференціального підсилювального каскаду можуть містити кілька джерел постійного струму. Основною схемною конфігурацією для джерела струму є так зване дзеркало струму.
У наведеній схемі струм навантаження правої гілки задають рівним еталонному струму в лівій гілці, так що відносно навантаження R2 ця схема виступає джерелом струму.
В електричних схемах крім пасивних елементів використовують ідеалізовані активні елементи у вигляді керованих джерел напруги та струму, серед них:
- джерела струму, керовані напругою:
  - із незаземленим навантаженням,
  - із заземленим навантаженням,
  - на транзисторах з операційними підсилювачами,
  - плаваючі джерела струму;
- джерела струму, керовані струмом.